# Androniscus brentanus
Androniscus brentanus is een pissebed uit de familie Trichoniscidae. De wetenschappelijke naam van de soort is voor het eerst geldig gepubliceerd in 1932 door Verhoeff.